# Сент-Етьєн (футбольний клуб)
Сент-Етьє́н (фр. Association sportive de Saint-Étienne Loire) — французький професіональний футбольний клуб з однойменного міста. Клуб заснований 1919 року. Один із найтитулованіших футбольних клубів Франції: десятикратний Чемпіон Франції, шестикратний володар Кубка Франції, п'ятикратний володар Суперкубка Франції, володар Кубка ліги. Фіналіст Кубка європейських чемпіонів 1976 року.

## Історія

### Створення
Клуб було засновано в 1919 році, коли співробітники супермаркету мережі «Groupe Casino» створили футбольну команду під назвою «Amicale des Employés de la Société des Magasins Casino» (ASC). Команда вирішила виступати в формі зеленого кольору - як і в Casino. У 1920 році через заборону Французької футбольної федерації на використання товарних знаків в назві команд, клуб змінив свою назву на «Amical Sporting Club», щоб зберегти абревіатуру ASC, а після злиття з іншим місцевим клубом «Stade Forézien Universitaire», змінив свою назву на «Association sportive Stéphanoise» (ASS). У 1927 році президентом клубу обраний П'єр Гишар - син Жоффруа Гішар, засновника Casino.
У 1930 році ФФФ дозволяє клубам Франції мати професійний статус. У 1933 році «зелені» отримують професійний статус і змінюють назву на - «Association Sportive Saint-Étienne». У тому ж році «Сент-Етьєн» заявляється в новостворену Лігу 2 і зайняв за підсумками сезону 1933-1934 друге місце в Південній групі. Клуб залишався в Лізі 2 ще чотири сезони, перш ніж в сезоні 1938-1939 дебютувати в Лізі 1 під керівництвом шотландського фахівця Вільяма Дакворта на почесному четвертому місці. Однак розвинути успіх не вдалося через початок Другої світової війни.

### 1950-і роки
«Зелені» здивували багатьох в першому після закінчення війни сезоні 1945–1946, зайнявши друге місце після «Лілля». Але повторити успіх команда не змогла й перед початком сезону 1950–1951 керівництво ухвалило рішення розлучитися з австрійським тренером Ігнасіо Таксом, довіривши команду колишньому гравцеві Жану Снелля.
Разом з новим тренером в 1955 році «Сент-Етьєн» виграв свій перший трофей - Кубок Шарля Драго (в цьому турнірі брали участь клуби, що вибули з чвертьфіналі Кубка Франції).
Домігшись першої перемоги у французькому чемпіонаті в 1957 році, «Сент-Етьєн» завоював право грати в єврокубках. 

### Золоті часи
З 1967 по 1970-ті роки в Франції не було клубів, які могли створити конкуренцію для «Сент-Етьєна». Клуб переміг у 4-х поспіль чемпіонатах Франції: 1966-1967, 1967-1968, 1968-1969, 1969-1970. До наступного століття цю переможну серію не могла повторити жодна французька команда. Також клуб перемагав далі у сезонах 1973-1974, 1974-1975 і 1975-1976. Також за 1960-1970-і роки клуб завоював свій перший Кубок Франції, а потім повторив це досягнення ще 5 разів. Також за цей період «Сент-Етьєн» став володарем 4-х суперкубків Франції: 1962, 1967, 1968, 1969. 
Разом з досвідченими гравцями в команду активно вливалися молоді виконавці. У сезоні 1975-1976 «зелені» дійшли до фіналу Кубка європейських чемпіонів, де програли мюнхенській «Баварії»

### Кінець ХХ століття
Покоління Мішеля Платіні допомогло команді завершити 70-і роки на мажорній ноті, але ресурс команди був вичерпаний. Фінансове розслідування показало, що президент клубу Роже Роше мав «чорну касу», де були незрозумілі гроші. Роше потрапив у в'язницю, що негайно позначилося на результатах команди. Клуб балансував між дивізіонами, поки не повернувся в Лігу 1 в 1999 році. 

### Початок ХХІ століття
Черговий скандал трапився з клубом в 2001 році, коли бразильський нападник Алекс Діас і український голкіпер Максим Левицький були спіймані в зв'язку з фальшивим виготовленням паспортів. Після закінчення нещасливої історії команда просто не змогла залишитися в еліті. 
У 2004 році «Сент-Етьєн» повернувся до першого дивізіону, а через чотири роки «зелені» вперше за 27 років взяли участь в єврокубках. 
20 квітня 2013 року команда здобула Кубок французької ліги, у фіналі здолавши з рахунком 1:0 «Ренн». Надалі клуб регулярно здобував право виступати в єврокубках. Попри непогані результати у сезоні 2021/22 «Сент-Етьєн» не зміг уникнути пониження в класі. Утім через два сезони «зелені» під наставництвом Лорана Баттле повернулися до еліти французького футболу, перегравши у стикових іграх за сумою двох матчів «Метц» (2:1, 2:2).

## Досягнення
- Кубок Шарля Драго: 1955
- Чемпіон Франції: 1957, 1964, 1967, 1968, 1969, 1970, 1974, 1975, 1976, 1981
- Володар кубка Франції: 1962, 1968, 1970, 1974, 1975, 1977
- Володар Кубка французької ліги: 2013
- Володар Суперкубка Франції: 1957, 1962, 1967, 1968, 1969

## Склад команди
Станом на 1 травня 2025
| №  | Поз. | Нац.          | Гравець          |
| -- | ---- | ------------- | ---------------- |
| 1  | ВР   | Франція       | Бріс Мобльо      |
| 3  | ЗХ   | Франція       | Мікаель Наде     |
| 4  | ПЗ   | Франція       | П'єр Еква        |
| 5  | ЗХ   | Марокко       | Юніс Абдельхамід |
| 6  | ПЗ   | Марокко       | Бенжамен Бушуарі |
| 7  | НП   | Франція       | Ірвін Кардона    |
| 8  | ЗХ   | Франція       | Денніс Аппіа     |
| 9  | НП   | Малі          | Ібрахім Сіссоко  |
| 10 | ПЗ   | Франція       | Флоріан Тардю    |
| 11 | НП   | Нова Зеландія | Бен Олд          |
| 13 | ЗХ   | Франція       | Максім Берно     |
| 14 | ПЗ   | Франція       | Луі Мутон        |
| 16 | ВР   | Сенегал       | Бубакар Фолл     |
| 17 | ЗХ   | Франція       | П'єр Корнуд      |

| №  | Поз. | Нац.     | Гравець                   |
| -- | ---- | -------- | ------------------------- |
| 19 | ЗХ   | Франція  | Лео Петрот                |
| 20 | НП   | Гана     | Огустін Боакі             |
| 21 | ЗХ   | ДР Конго | Ділан Батубінсіка         |
| 22 | НП   | Грузія   | Зуріко Давіташвілі        |
| 23 | ЗХ   | Франція  | Ентоні Бріансон (капітан) |
| 25 | НП   | Сенегал  | Ібрахіма Ваджі            |
| 26 | ПЗ   | Франція  | Ламіне Фомба              |
| 27 | ЗХ   | Франція  | Іванн Масон               |
| 28 | ПЗ   | Сербія   | Ігор Міладінович          |
| 29 | ПЗ   | Марокко  | Аймен Муеффек             |
| 30 | ВР   | Франція  | Готьє Ларсоннер           |
| 32 | НП   | Бельгія  | Люка Стассен              |
| 63 | НП   | Франція  | Джиліан Н'Гессан          |